# Calomicrus circumfusus
Calomicrus circumfusus es un insecto coleóptero de la familia Chrysomelidae.
Fue descrita científicamente por primera vez en 1802 por Marsham.